# Liste der politischen Parteien in St. Vincent und die Grenadinen

Staatswappen

Die Liste der politischen Parteien in Saint Vincent and the Grenadines enthält neben den beiden führenden Parteien im Zweiparteiensystem von St. Vincent und die Grenadinen auch die sonstigen registrierten und historischen Parteien.

## Gegenwärtig imHouse of Assembly
- New Democratic Party (1975 gegründet)[1][2]  – konservativ
- Unity Labour Party (1994 durch Zusammenschluss gegründet)[3] – sozialdemokratisch

## Andere Parteien
- National Reform Party
- People’s Progressive Movement
- Progressive Labour Party
- Saint Vincent and the Grenadines Green Party (gegründet in 2005)[4] – Grüne Partei
- United People’s Movement
- Democratic Republican Party[5]

## Ehemalige Parteien
- Saint Vincent Labour Party (1955–1994, dann United Labour Party)[3] – sozialdemokratisch
- Movement for National Unity (1984–1994, dann United Labour Party)[3]
- People’s Political Party[6]